# Montana Jones
Pour les articles homonymes, voir Montana (homonymie).
Montana Jones (モンタナ・ジョーンズ, Montana Jonzu) est une série télévisée d'anime d'aventures italo-japonaise en 52 épisodes de 20 minutes, diffusée entre le 2 avril 1994 et le 8 avril 1995 sur NHK General TV. En France, la série a été diffusée à partir du 2 septembre 1996 sur Canal+.

## Synopsis
Dans les années 1930, Montana Jones et son cousin Alfred parcourent le monde en compagnie de Melissa Thorn, à la recherche de divers trésors archéologiques. Mais le cupide Lord Zero est prêt à toutes les bassesses imaginables pour mettre le premier la main sur les trésors.

## Distribution
- Akio Ōtsuka (VF : Claude Giraud) : Montana Jones
- Ryūsei Nakao (VF : Albert Augier) : Alfred Jones
- Junko Iwao (VF : Céline Monsarrat) : Melissa Thorn
- Ryūzaburō Ōtomo (VF : Henri Poirier) : Lord Zero
- Junpei Takiguchi (VF : Philippe Dumat) : Docteur Nitro
- Rihoko Yoshida (VF : Jane Val) : Agatha Jones
- Hiroshi Ito (VF : Serge Bourrier) : Docteur Guérit

## Personnages
- Montana Jones (モンタナ・ジョーンズ, Montana Jōnzu?) : Un explorateur célèbre.
- Alfred Jones (アルフレッド・ジョーンズ, Arufureddo Jōnzu?) : Il est le cousin de Montana.
- Melissa Thorn (メリッサ・ソーン, Merissa Sōn?) : Une journaliste accompagnant Montana et Alfred dans leurs aventures.
- Agatha Jones (アガサ・ジョーンズ, Agasa Jōnzu?) （épisodes 1-8, 10, 12-13, 15-18, 23, 24-28, 33-34, 38-39, 45, 51-52）: Elle est la mère d'Alfred, et la tante de Montana.
- Lord Zero (ゼロ卿, Zero-kyō?) : Un aristocrate véreux.
- Slim et Slam (スリム＆スラム, Surimu to Suramu?) : Ce sont les complices de Lord Zero.
- Dr Nitro (ニトロ博士, Nitoro-hakase?) : Un scientifique travaillant pour le compte de Lord Zero.
- Dr Guérit (ギルト博士, Giruto-hakase?) / Ambassadeur Thorn (ソーン大使, Sōn-taishi?) : Il est le père de Melissa.

## Épisodes
| No | Titre français                            | Titre japonais                       | Titre japonais                                   | Date de 1re diffusion |
| No | Titre français                            | Kanji                                | Rōmaji                                           | Date de 1re diffusion |
| -- | ----------------------------------------- | ------------------------------------ | ------------------------------------------------ | --------------------- |
| 1  | Le médaillon d'or des Mayas               | 翼よあれがマヤの灯だ                 | Tsubasa yo are ga Maya no akari da               | 2 avril 1994          |
| 2  | Aventures aux Caraïbes                    | 海底２万センチ カリブの謎            | Kaitei niman senchi Karibu no nazo               | 9 avril 1994          |
| 3  | Le trésor de la cathédrale Sainte-Sophie  | イスタンブールより愛をこめて         | Isutanbūru yori ai wo kome te                    | 16 avril 1994         |
| 4  | Le manuscrit de Prague                    | 誰がためにプラハの鐘はなる           | Dare ga tame ni Puraha no kane wa naru           | 23 avril 1994         |
| 5  | Aventures en Inde                         | タージマハルの秘かな愉しみ           | Tājimaharu no hisoka na tanoshimi                | 30 avril 1994         |
| 6  | Le trésor du dalaï-lama                   | 雪男はチベットがお好き               | Yuki-otoko wa Chibetto ga o-suki                 | 7 mai 1994            |
| 7  | Le tombeau du pharaon                     | ピラミッドの鍵貸します               | Piramiddo no kagi kashimasu                      | 14 mai 1994           |
| 8  | L'épée du roi Arthur                      | 突然アーサー王のごとく               | Totsuzen Āsā-ō no gotoku                         | 21 mai 1994           |
| 9  | Le code secret des Incas                  | コンドルは舞いおりた・インカの秘宝   | Kondoru wa maiorita : Inka no hihō               | 28 mai 1994           |
| 10 | Trafic à Chinatown                        | チャイナタウンに手を出すな           | Chainataun ni te wo dasu na                      | 4 juin 1994           |
| 11 | Aventures chez les Vikings                | バイキングはわかってくれない         | Baikingu wa wakatte kurenai                      | 11 juin 1994          |
| 12 | Le trésor de Babylone                     | 燃えよバビロン！                     | Moeyo Babiron!                                   | 18 juin 1994          |
| 13 | Voyage en Espagne                         | アルハンブラのある夜の出来事         | Aruhanbura no aru yoru no dekigoto               | 25 juin 1994          |
| 14 | La disparition d'Alfred                   | アンコールワットは危険な香り         | Ankōruwatto wa kiken na kaori                    | 2 juillet 1994        |
| 15 | Les grains de riz en or d'Angkor          | ラスト騎士［ナイト］・イン・パリ     | Rasuto naito in Pari                             | 9 juillet 1994        |
| 16 | Les Templiers                             | 白鳥城からの脱出                     | Hakuchōjō kara no dasshutsu                      | 16 juillet 1994       |
| 17 | Le mystère du trésor d'Apollon            | アポロン神殿・デルフィで昼食を       | Aporon shinden: Derufi de chūshoku wo            | 23 juillet 1994       |
| 18 | Aventures à Hong Kong                     | 香港で激突！皇帝の指令を探せ         | Honkon de gekitotsu! Kōtei no shirei wo sagase   | 30 juillet 1994       |
| 19 | La machine volante de Léonard de Vinci    | ミラノ大捜査線                       | Mirano daisōsasen                                | 6 août 1994           |
| 20 | La visite à Moscou                        | 寒い国から来た招待                   | Samui kuni kara kita shōtai                      | 13 août 1994          |
| 21 | Le trésor du roi Matope                   | 王様と私・ジンバブエの黄金           | Ō-sama to watashi: Jinbabue no ōgon              | 20 août 1994          |
| 22 | Voyage au pays des kangourous             | 赤い砂漠の大冒険                     | Akai sabaku no daibōken                          | 27 août 1994          |
| 23 | La statue de Monte-Carlo                  | モンテカルロに進路をとれ             | Montekaruro ni shinro wo tore                    | 3 septembre 1994      |
| 24 | Le trésor des Nabatéens                   | シルクロード大攻防戦                 | Shirukurōdo daikōbōsen                           | 10 septembre 1994     |
| 25 | Le mystère des statues de l'île de Pâques | 緊急指令！イースター島異常あり       | Kinkyū shirei! Īsutā-tō ijō ari                  | 17 septembre 1994     |
| 26 | La cloche en or                           | 王様は二つの鐘を鳴らす               | Ō-sama wa futatsu no kane wo narasu              | 24 septembre 1994     |
| 27 | Voyage en Mongolie                        | モンゴル高原・荒野の三人             | Mongoru-kōgen: arano no san-nin                  | 1er octobre 1994      |
| 28 | La couronne royale                        | 古城の恋のメロディ                   | Kojō no koi no merodi                            | 8 octobre 1994        |
| 29 | Le trésor du roi Minos                    | クレタ島・迷宮にご用心               | Kureta-tō: meikyū ni go-yōjin                    | 15 octobre 1994       |
| 30 | Le bateau en or                           | エルドラドの冒険者たち               | Erudorado no bōkensha-tachi                      | 22 octobre 1994       |
| 31 | La statue en or de Karnak                 | ナイル強奪事件・神殿の秘密           | Nairu gōdatsu-jiken: Shinden no himitsu          | 29 octobre 1994       |
| 32 | Le trésor du calife                       | アラビアンナイト・カリフの熱い夜     | Arabian naito: Karifu no atsui yoru              | 5 novembre 1994       |
| 33 | Cap sur Lisbonne                          | 海賊に明日はない                     | Kaizoku ni ashita wa nai                         | 12 novembre 1994      |
| 34 | Voyage en Transylvanie                    | ドラキュラ城のトリコ                 | Dorakyura-jō no toriko                           | 19 novembre 1994      |
| 35 | Le bateau du roi Ptolémée IV              | SOSケティ号・忘れられた孤島          | Esu ō esu keti-gō: wasurerareta kotō             | 26 novembre 1994      |
| 36 | Aventures en Chine                        | 地下より永遠［とわ］に・始皇帝の遺産 | Chika yori towa ni: shikōtei no isan             | 3 décembre 1994       |
| 37 | Le trésor de l'Empire ottoman             | モーツァルトにラブソングを           | Mōtsaruto ni rabusongu wo                        | 10 décembre 1994      |
| 38 | Le trésor du lac Baïkal                   | バイカルは燃えているか               | Baikaru wa moete iru ka                          | 17 décembre 1994      |
| 39 | Le collier de la reine                    | 風車とダイヤモンド                   | Kazaguruma to daiyamondo                         | 7 janvier 1995        |
| 40 | Cap sur l'île de Java                     | 失われたレムリアを求めて             | Ushinawareta Remuria wo motomete                 | 14 janvier 1995       |
| 41 | Mystère au Mont Saint-Michel              | お宝は天使の匂い                     | O-takara wa tenshi no nioi                       | 21 janvier 1995       |
| 42 | Promenade sur le Rhin                     | 小さな目撃者・ラインの黄金           | Chīsa na mokugekisha: Rain no ōgon               | 28 janvier 1995       |
| 43 | Le temple d'Artémis                       | 女神の金庫は危険がいっぱい           | Megami no kinko wa kiken ga ippai                | 4 février 1995        |
| 44 | Sur les traces des ancêtres des Indiens   | クリフパレスの禁じられた遊び         | Kurifu Paresu no kinjirareta asobi               | 11 février 1995       |
| 45 | Aventures en Étrurie                      | エトルリアの黒い罠                   | Etoruria no kuroi wana                           | 18 février 1995       |
| 46 | Les turquoises du dieu jaguar             | アルフレッド怒りの脱出               | Arufureddo-ikari no dasshutsu                    | 25 février 1995       |
| 47 | La lettre de l'empereur de Chine          | マルコ・ポーロ、ベニスに消ゆ         | Maruko Pōro, Benisu ni shōyu                     | 4 mars 1995           |
| 48 | Le trésor de la cité antique              | サハラの熱い日                       | Sahara no atsui hi                               | 11 mars 1995          |
| 49 | Le secret du trésor de Charles II         | スイスの危険なめぐりあい             | Suisu no kiken na meguriai                       | 18 mars 1995          |
| 50 | Un drôle de tunnel                        | 日本へ！嘆きの戦士・義経の財宝       | Nippon he! Nageki no senshi: yoshitsune no zaihō | 25 mars 1995          |
| 51 | L'armure d'or du samouraï                 | ミシシッピの大いなる遺産             | Mishishippi no ōinaru isan                       | 1er avril 1995        |
| 52 | Voyage en Afrique                         | さらばサバンナの陽                   | Saraba sabanna no hi                             | 8 avril 1995          |

## Autour de la série
- Cette série est un coproduction des studios Jueno (Japon) et REVER (Italie).
- Montana Jones ressemble beaucoup à l'animé Sherlock Holmes. Les personnages anthropomorphes de Montana Jones sont des félins (lions, tigres, etc.) au lieu des canidés utilisés dans Sherlock Holmes.